# Schloss Neuhörnitz
Das Schloss Neuhörnitz, heute zumeist als Brauerei Hörnitz bekannt, ist ein ehemaliges Schloss im Ortsteil Hörnitz der Gemeinde Bertsdorf-Hörnitz im Landkreis Görlitz, Sachsen. 

## Lage
Das von einem Park umgebene marode Gebäudeensemble befindet sich am östlichen Fuß der Koitsche (375 m ü. NN) an der Zittauer Straße in Hörnitz. Südöstlich schließt sich der Hörnitzer Friedhof an.

## Geschichte

### Gut Neuhörnitz
1540 teilten die Brüder Baltzer, George und Christoph von Debschitz das Rittergut Hörnitz beim Eichberg unter sich auf. Baltzer und George vereinigten ihre Anteile zum Rittergut Althörnitz; Christoph von Debschitz Anteil bestand aus einem Vorwerk, das als Freigut zu einem besonderen Lehn wurde. 1543 verkaufte Hans von Uechtritz das Freigut mit den zugehörigen vier Gärtnern für 800 Taler an den Rat zu Zittau, der es im Jahr darauf ohne die Untertanen für 1700 Zittauische Mark dem königlichen Richter in Zittau, Hans Engelmann überließ. Der Richter veräußerte das Gut am 18. September 1549 an den Görlitzer Münzmeister Matthäus Hauschild. Am 15. April 1551 erhielt der inzwischen als Münzmeister in Prag tätige Hauschild im sog. Neuhörnitzischen Majestätsbrief durch König Ferdinand I. die Begnadigung, als Ausgleich für die entzogenen vier Gärtner auf seinen Gutsfluren Gärtner und Häusler auszusetzen sowie die ehemaligen Uechtritzschen Gerichte mit eigenem Richter und fünf Ältesten wieder zu besetzen.  Hauschild ließ den größten Teil der Äcker parzellieren und darauf das Dorf Neuhörnitz anlegen. 1553 veräußerte er das Gut und Dorf Neuhörnitz nach Streitigkeiten mit dem Zittauer Rat an den königlichen Richter in Zittau, Augustin von Kohlo.  Am 22. Juli 1576 überließ von Kohlo das Gut an den Zittauer Syndicus Wenzel Lankisch. Der Stiefsohn des Bürgermeisters Nikolaus von Dornspach suchte für das Gut Neuhörnitz keine Lehnsreichung. 1582 erklärte Kaiser Rudolf II. Neuhörnitz zu einem adeligen freien Gut und erhob ihn und seine Nachkommen als "Edler von Lankisch auf Neu-Hörnitz" in den Adelsstand. Danach wurde Neuhörnitz über 160 Jahre als freies Gut innerhalb der Familie von Lankisch erblich weitergereicht. Gottfried Heinrich von Lankisch geriet in der Mitte des 18. Jahrhunderts in wirtschaftliche Not und führte zunächst mit der Althörnitzer Herrschaft erfolglose Verkaufsverhandlungen. Schließlich verkaufte er das Gut 1745 an den Zittauer Kaufmann Gottfried Hering.
Der Standort des alten Gutshofes ist nicht bekannt; möglicherweise befand er sich an der Stelle des Schlosses oder auch oberhalb des Althörnitzer Hofes auf dem Wall im Niederen Garten, wo auch Mauerreste gefunden wurden.

### Schloss Neuhörnitz

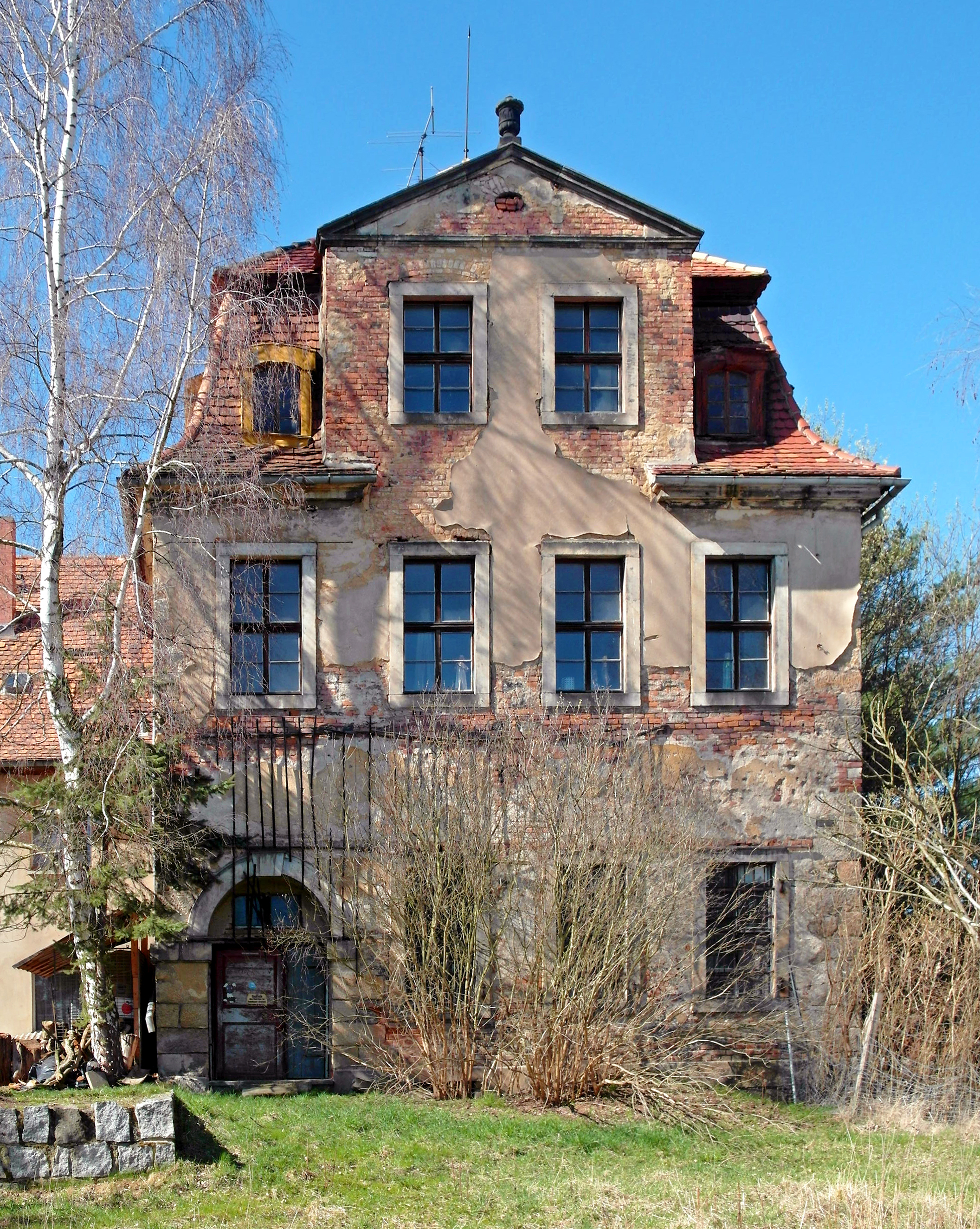
Schloss Neu-Hörnitz

Gottfried Hering ließ vor 1751 am Hörnitzer Viehweg ein barockes Schlösschen mit Wirtschaftsgebäuden und großem Garten errichten. Der schmale zweigeschossige Bau mit Mansarddach besitzt einen risalitartigen Mittelteil, der die Trauflinie als Dachhäuschen durchbricht.
Gottfried Hering verstarb bereits 1752, sein Sohn und Erbe war der Zittauer Rats-Scabinus Christian August Hering. Danach besaß dessen Witwe Johanne Eleonore, geborene Krodel, Neuhörnitz bis zu ihrem Tode im Jahre 1819. 
1820 kaufte der Rat zu Zittau das Gut Neuhörnitz von den Herren Krodel und Wittich aus Zittau auf. Er verfügte den Verkauf des ehemaligen Herrenhauses mit Zubehör und etwas Feld als Freigarten an die Brüder Christlieb Benjamin und Johann Christoph Hänsel. Die übrigen Gutsfluren einschließlich des Dorfes Neuhörnitz behielt der Rat in seinem Besitz. Die Brüder Hänsel und ihre Nachfolger erhielten die Verbindlichkeit, die im Türmchen auf dem Gesindehaus befindliche Glockenuhr beständig in Gang zu halten. Das mittägliche und abendliche Läuten der Glocke, wie auch das Feuerläuten geschah auf freiwilliger Basis.

### Brauerei Hörnitz

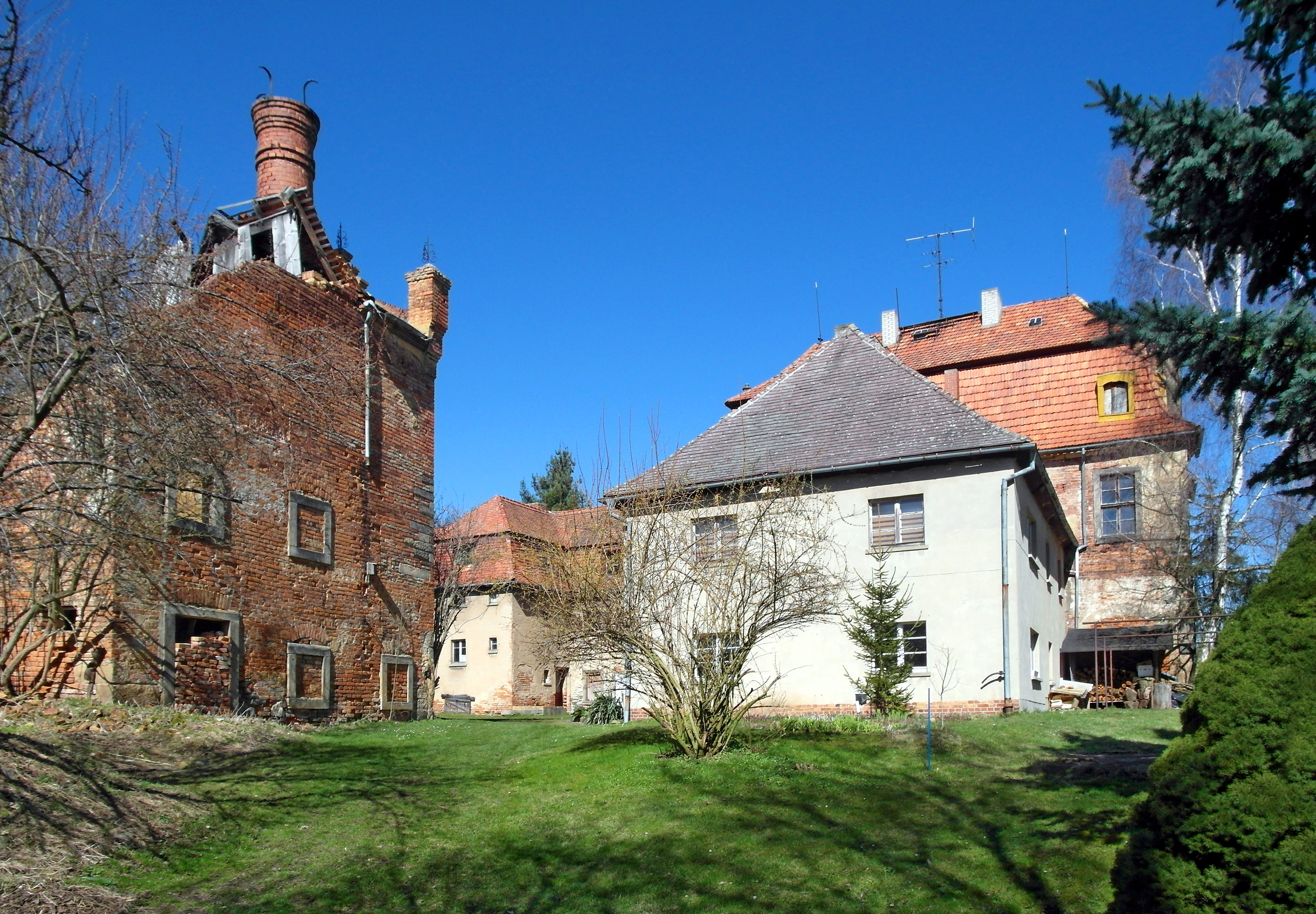
Brauerei und Schloss Neu-Hörnitz

1866 erfolgte die Gründung der Brauerei Hörnitz. Bis 1867 wurde das ehemalige Schloss zu einer Brauerei mit angeschlossener Gastwirtschaft umgebaut. Die ursprüngliche Schönheit im Gebäudeinnern ging dabei verloren.
Die Brauerei firmierte als Bierbrauerei Neuhörnitz (1870), Brauerei Lebrecht Byhain (1880), Schloßbrauerei E. A. Halang (1897), Schloßbrauerei Neuhörnitz Fr. August Boethig (1907) und Schloßbrauerei Neuhörnitz Paul Gerhard Boethig (1919). 
Bis in die 1950er Jahre wurden von der Firma Gerhard Böthig Bier und Limonaden hergestellt. Nach der Enteignung der Familie Böthig wurde zu DDR-Zeiten der Brauereibetrieb eingestellt, später wurde auch die Limonadenherstellung aufgegeben und das Anwesen dem Verfall überlassen.
Seit 2005 bemüht sich die Psychosoziale Kontakt- und Beratungsstelle Zittau "Albatros" um den Erhalt der Alten Schloßbrauerei Hörnitz und die Wiederherstellung des verwilderten Schlossparks.